# Dolores Millares Cubas
María de los Dolores Francisca Millares Cubas (Las Palmas de Gran Canaria, Grã Canaria, 17 de setembro de 1852 - 26 de maio de 1880) foi uma autora, poetisa, cantora, pianista, espiritista e pintora grancanarina. A sua obra literária era desconhecida até 2005, quando foi resgatada pelo Museu Canário e pela investigadora Myriam Álvarez Martínez. Era filha dos escritores Agustín Millares Torres e Encarnación Cubas Báez. Os seus trabalhos foram preservados por Lola de la Torre, neta de Dolores.

## Biografia
Filha do novelista, compositor, escritor, professor e historiador canário Agustín Millares Torres e da poetisa Encarnación Cubas Báez, Dolores Millares Cubas nasceu no bairro de Vegueta, em Las Palmas, na ilha de Grã Canária. Era irmã dos escritores Agustín e Luis, conhecidos como "os irmãos Millares Cubas”, e sobrinha de Josefina de la Torre Millares, poetisa, actriz e cantora da Geração de 27.

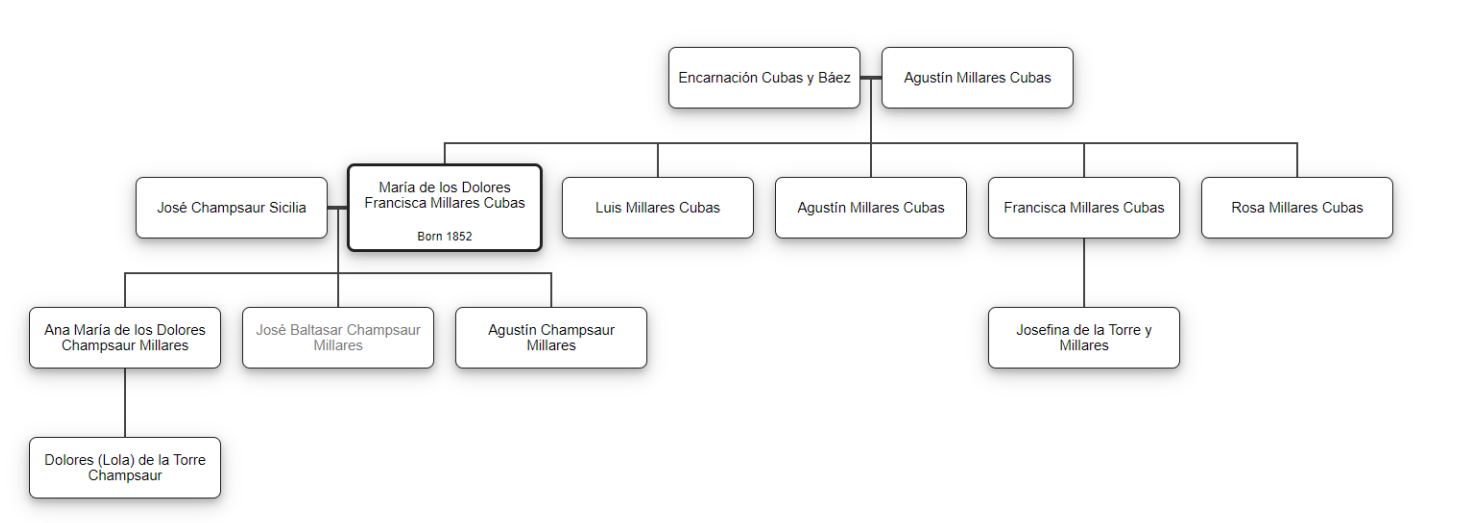
Árvore genealógico de Dolores Millares Cubas

Sobre os seus primeiros anos de vida, sabe-se que teve uma aprimorada educação, sendo formada em várias disciplinas, tanto nas ciências como nas artes, pelos seus progenitores. Aos 10 anos de idade, escrevia pequenos contos, poemas e histórias e aos 13 realizava concertos, onde cantava e tocava piano, perante o público, com a ajuda do seu pai.
A sua primeira actuação foi realizada no Gabinete Literário, onde interpretou a solo um Miserere, durante a Semana Santa de 1866. Como cantora solista deu também um concerto de benefícência pelas vítimas da Guerra Civil Espanhola, conhecida posteriormente como Terceira Guerra Carlista, celebrada no Teatro Cairasco de Las Palmas, em 1874.
Aos 21 anos casou-se com José Champsaur Sicilia, mudando-se para Barcelona, onde se dedicou ao lar e teve o seu primeiro filho, José Baltasar Champsaur Millares, que desapareceu no mar durante o verão de 1893, em frente à ermida de San Telmo em Las Palmas. Durante esse período, escreveu o poema Ecos de otros mundos, onde representava a solidão que sentia por estar longe da sua ilha natal.
Ainda em Barcelona, Dolores começou a assistir a sessões espíritas, aderindo pouco depois ao espiritismo e tornando-se, inclusive, conhecida como médium. Este facto aliciado à sua escrita, sobretudo num contexto em que não era bem visto uma mulher com um filho dedicar-se a algo mais que o cuidado do lar, destacaram Dolores Millares Cubas como uma mulher bastante progressita na sociedade catalã e grã-canária.
Regressou à sua terra natal no final de 1877, após o seu marido terminar o curso de Medicina. Meses mais tarde, teve o seu segundo filho, Agustín Champsaur Millares.
Dolores Millares Cubas faleceu dois meses após o nascimento da sua filha Dolores Champsaur Millares, a 26 de maio de 1880, por diversas complicações, derivadas do parto de sua filha. A inesperada morte da autora foi noticiada na imprensa da ilha com bastante pesar, tendo ainda provocado um luto prolongado na sua família, especialmente em seu pai, que recolheu e preservou todas as obras escritas de sua filha.
Graças à sua neta, Lola de la Torre Champsaur, que resgatou e preservou grande parte da obra e documentação de sua avó, recuperaram-se grande parte dos seus dados.